# Mew2King
Jason Sheldon Zimmerman (né le 5 février 1989), connu sous le pseudonyme Mew2King (souvent abrégé en M2K), est un joueur professionnel américain de Super Smash Bros. Pendant sa carrière, il remporte plus de 70 tournois, qui font de lui le joueur qui a gagné le plus d'argent en tournoi pendant sa carrière de Super Smash Bros. Melee. À Melee, Mew2King joue essentiellement Sheik, Marth et Fox. À Super Smash Bros. Brawl, Mew2King joue Meta Knight, et dans les tournois qui l'interdisent, Roi Dadidou ou Falco. À Project M, Mew2King joue le personnage à qui il doit son nom, Mewtwo, ainsi que Fox et Mario. À Super Smash Bros. 64, Mew2King joue Kirby. À Super Smash Bros. for Wii U, Mew2King joue Cloud. À Super Smash Bros.Ultimate, Mew2King joue Bowser. Le style de jeu extrêmement rationnel de Mew2King lui vaut le surnom The Robot. Ce surnom donne son titre à l'épisode qui lui est consacré dans la série documentaire The Smash Brothers.
Mew2King est un des « cinq Dieux » de Melee, aux côtés de Joseph « Mang0 » Marquez, Kevin « PPMD » Nanney, Adam « Armada » Lindgren et Juan « Hungrybox » Debiedma. Mew2King n'a gagné que deux tournois majeurs de Melee depuis 2013, mais se place très régulièrement sur le podium. Zimmerman est classé 3e au monde en 2013, 4e en 2014, 5e en 2015, 4e en 2016, 4e en 2017, 6e en 2018 et 10e en 2019.

## Carrière
Mew2King commence le jeu compétitif à l'âge de 16 ans, en 2005. Kashan « Chillindude » Khan décrit Mew2King comme ayant très peu d'aptitude naturelle à Melee, et s'améliorant seulement à force de travail acharné. En 2006, Mew2King passe du statut de joueur quasi inconnu à un des meilleurs au monde. En 2004, il passe plus de deux mille heures à rassembler des données sur les attaques et les mouvements de Melee. En 2007, il arrive 9e à l'EVO World 2007. Zimmerman est considéré comme le meilleur joueur de Melee et de Brawl en 2008 et 2009, puis ses résultats commencent à décliner contre les joueurs qui émergent. À MLG DC 2010 pour Brawl, Zimmerman et Wyatt « ADHD » Beekman sont accusés de triche, ADHD ayant payé 300$ à Mew2King pour perdre contre lui en Loser Finals, et sont interdits de participation à MLG Dallas 2010,.
En 2013, M2K ne gagne pas un seul tournoi avant de soudain commencer un enchaînement de victoires pendant lequel il ne perd pas un match, y compris contre Mang0, qu'il n'a pas battu depuis des années. En 2014, à Big House 4, Mew2King arrive deuxième contre Mang0, et deuxième à Paragon (Orlando, 2015) derrière Juan « Hungrybox » Debiedma.
De 2007 à 2014, Mew2King fait partie de l'équipe Empire Arcadia (EMP), une entreprise qui a aussi sponsorisé d'autres joueurs esport comme Justin Wong. Il quitte l'organisation après un problème de paiement. Zimmerman affirme que depuis 2009, l'EMP lui doit environ 5000$ au total. De 2011 à 2014, Mew2King est sponsorisé par CLASH Tournaments (CT). De 2012 à 2014, Mew2King rejoins Play-for-Keeps (P4K), une équipe gérée par une entreprise de paris sportifs en ligne. Mew2King soutient Pastime Gaming et Most Valuable Gaming depuis fin 2014, et travaille pour Most Valuable Gaming. En 2014 et 2015, Mew2King commence à consacrer ses efforts à Super Smash Bros. for Wii U et au streaming, jouant moins souvent en raison de douleurs aux mains. Ses résultats en tournoi continuent à baisser, avec une 9e place à Apex 2015,. En avril 2015, il rejoint l'équipe d'esport COGnitive Gaming. En juin 2015, Mew2King se blesse à la main, et rate le CEO 2015 et l'EVO 2015. Il arrive deuxième à Super Smash Con derrière William « Leffen » Hjelte en août 2015. Fin août, il bat Leffen en grande finale de PAX Prime 2015, coupant une longue série de victoires des Suédois Adam « Armada » Lindgren et Leffen sur le sol américain. Au Paragon Los Angeles 2015, Mew2King arrive deuxième derrière Mang0. Il prend la 9e place à GENESIS 3 en janvier 2016. Début avril, Mew2King quitte COGnitive, et il rejoint Echo Fox le 17 avril. Depuis 2019, Mew2King effectue occasionnellement des retours, comme au Genesis 7 ou au Smash World Tour 2021

## Vie personnelle
Le pseudo de Mew2King lui vient du Pokémon Mewtwo. Zimmerman grandit dans le New Jersey, où il passe le bac en 2007 à Cinnaminson High School, puis étudie à bientôt County Community College. Il part ensuite passer un associate degree en game design et informatique à Camden County College. Il ne compte pas terminer une licence.
Zimmerman est atteint du syndrome d'Asperger et a souffert de dépression chronique pendant sa carrière esportive. Il affirme que l'essentiel de ses capacités sociales ont été acquises grâce à la communauté de Smash. Comme de nombreux joueurs de Fox, Zimmerman commence à développer des douleurs aux mains qui l’empêchent de participer à des tournois ou jouer sur de longues durées avec ce personnage. 
De 2012 à 2015, il vit à Los Angeles avec la célébrité de YouTube Sky Williams, qui héberge un certain nombre d'autres joueurs professionnels. Début 2015, il déménage à Phoenix, Arizona. Pendant l'été 2015, il part vivre en Floride. Zimmerman joue à plein temps et stream sur le site twitch.tv en plus de participer à des tournois presque chaque semaine. Il est copropriétaire de l'entreprise d'organisation de tournois de jeu vidéo Most Valuable Gaming.

### Culture populaire
En 2009, une photo de Mew2King à Tipped Off 5, sur laquelle une fille lui fait un baiser, devient un meme.
En 2016, lors d'un match de Super Smash Bros. Melee face à Nintendude au Genesis 3, Mew2King se fait « Wobbled » à répétition (un combo infini des Ice Climbers). Ses réactions de détresse sont détournées et deviennent des meme au sein de la communauté du jeu.